# Leendert Viervant le Jeune

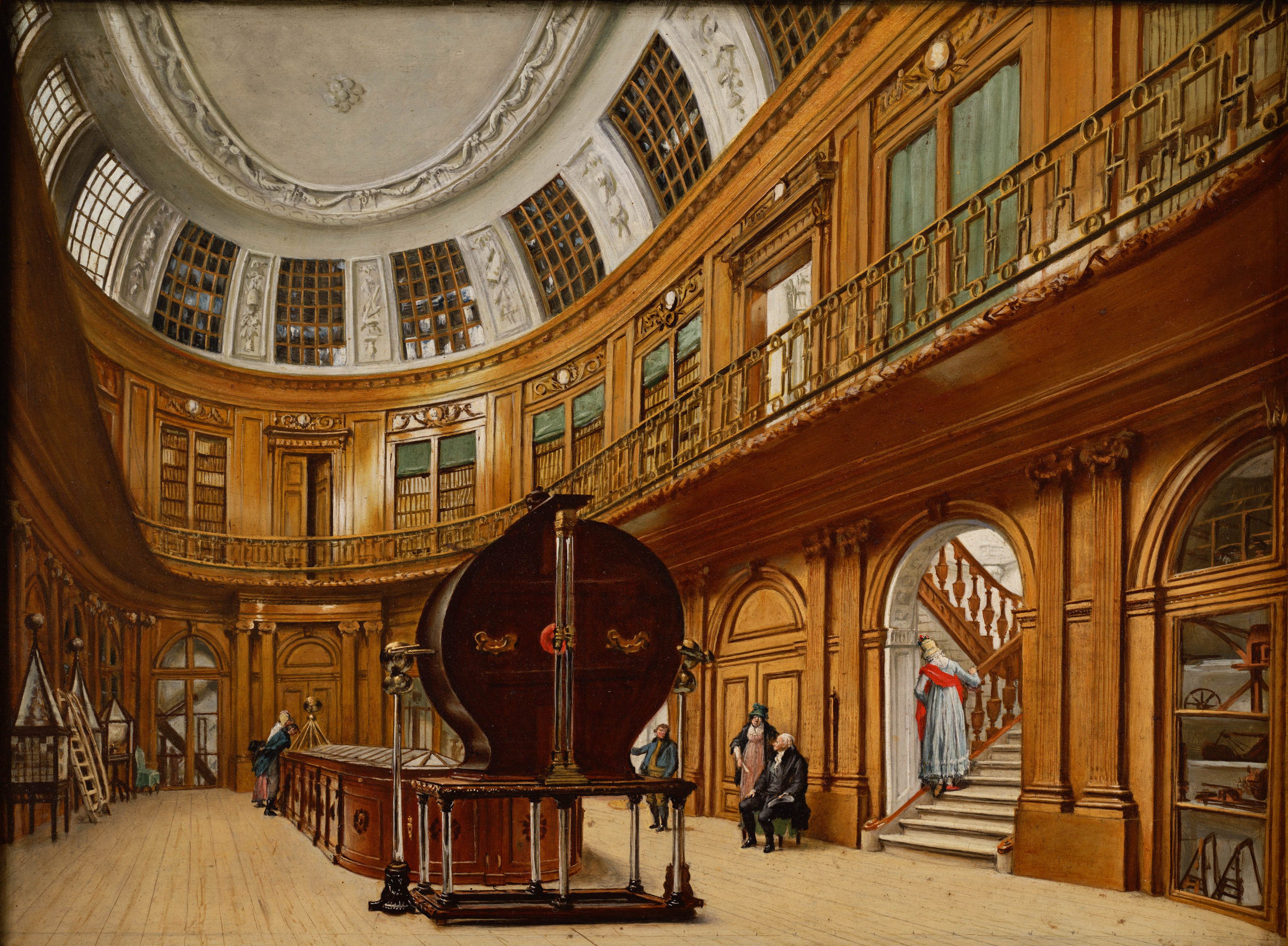
Tableau de 1800 représentant la célèbre Salle ovale du musée Teyler à Haarlem, où se voit en particulier la machine électrostatique construite par Martin van Marum, encore enveloppée ici de son boîtier néo-classique. Le tableau est l’œuvre de Wybrand Hendriks, lequel fut pendant de longues années curateur de la collection d’art dudit musée.

Leendert Viervant le Jeune (en néerl. Leendert Viervant de Jonge) (Arnhem, 1752 – Amsterdam, 1801) était un architecte (également d’intérieur) néo-classique néerlandais. Il est le concepteur de divers édifices épars à travers les Pays-Bas.

## Ascendances et carrière
Viervant naquit au sein d’une famille d’architectes, de tailleurs de pierre et de constructeurs de cabinets de curiosités. Son père, Hendrik Viervant, fils du constructeur de cabinet de curiosités et tailleur de pierre Leendert Viervant l’Ancien, épousa Catharina Maria Otten, sœur de l’architecte néo-classique Jacob Otten Husly. Le frère de Hendrik, Anthonie Viervant, était de même concepteur de cabinets de curiosités, et le fils d’Anthonie, Roelof Viervant, dessinait des plans de façades et de pavillons de jardin. Chacun des membres susmentionnés de la famille Viervant avait à son nom quelque édifice hollandais du XVIIIe siècle.
Aussi cet environnement familial offrit-il à Leendert Viervant les prémisses les plus favorables. Né et élevé à Arnhem, ville de province, c’est en effet par son oncle Husly qu’il fut instruit au métier d’architecte. En 1768, il fut admis à la corporation des tailleurs de pierre d’Amsterdam, ville dans laquelle il vint donc à vivre et travailler (plus exactement dans le quartier de l’Amstel, et en particulier, entre 1784 et 1790, à peu de distance du pont dit Hogesluis). Selon le témoignage de son oncle Husly, Leendert Viervant était incapable de gérer son argent et menait une vie assez déréglée, au point qu’en 1791, ne pouvant honorer ses engagements financiers, il fut contraint de liquider ses biens, même s’il finit par pouvoir trouver un arrangement avec ses créanciers. En 1798, mettant à profit que son prédécesseur eut été évincé pour ses opinions orangistes, il sut se faire nommer l’un des trois directeurs du Directoire des Travaux publics municipaux (néerl. Directorium Stadswerken) de la ville d’Amsterdam.

## Œuvre

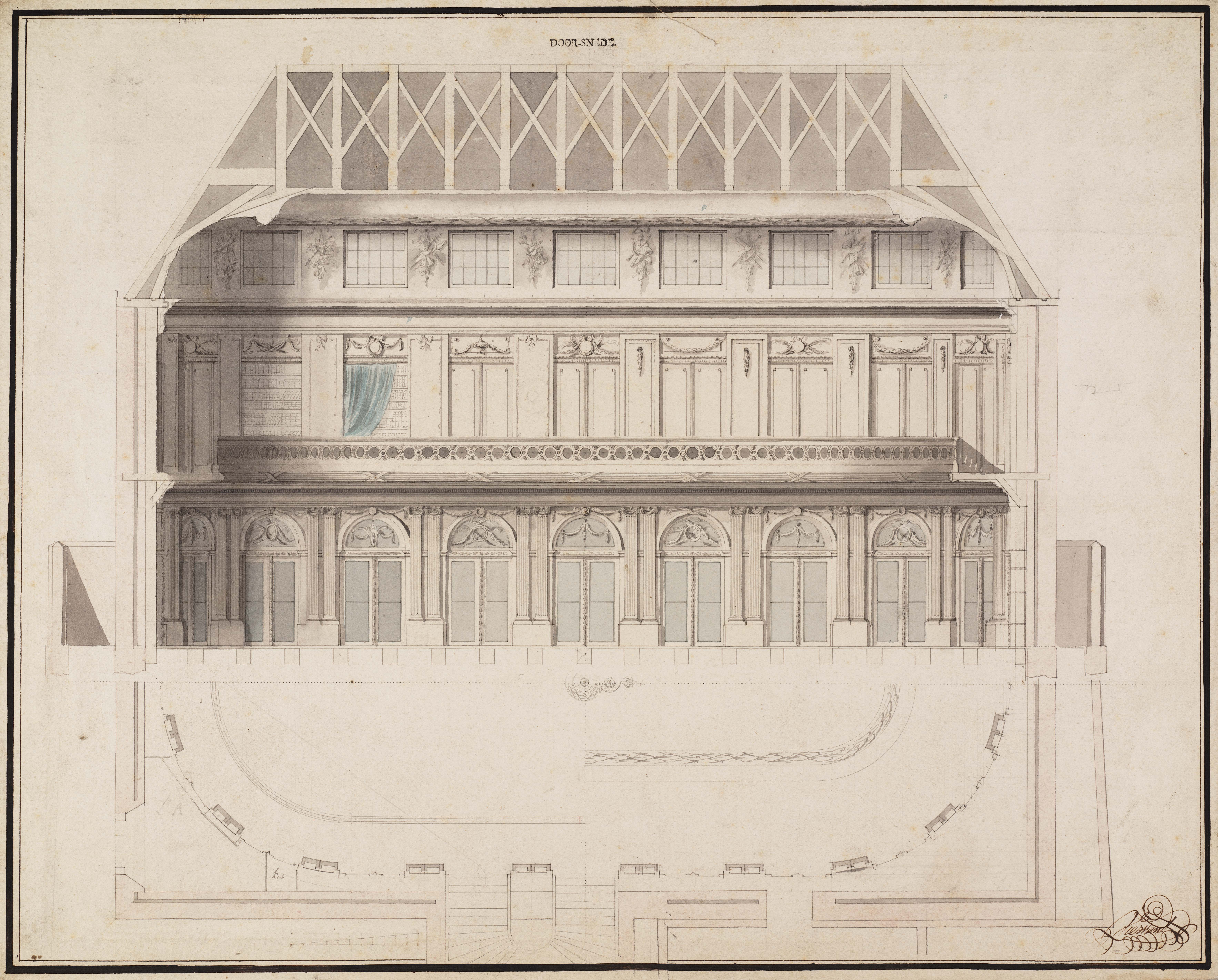
Plan en élévation de la Salle ovale du musée Teyler, par Leendert Viervant.

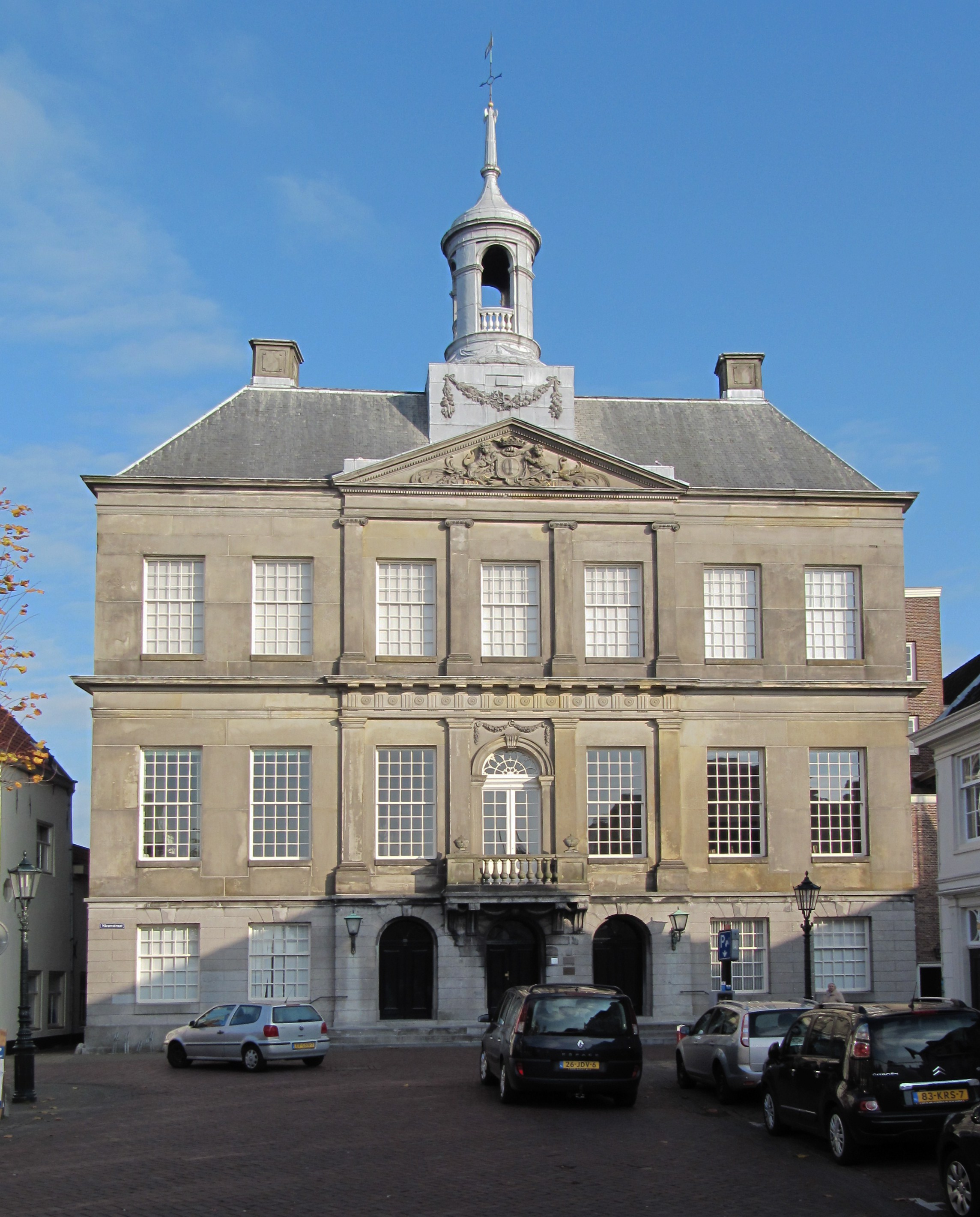
Hôtel de ville de Weesp, dont Leendert Viervant livra les plans au milieu des années 1770.

Il bénéficia de l’enseignement de son oncle Husly, et adopta le style néo-classique en vogue à l’époque. Peu après son admission à la corporation des tailleurs de pierre d’Amsterdam en 1768, il reçut une commande de la part du conseil de fabrique de l’église dite Oude Kerk (litt. église vieille) de cette même ville pour « un manteau de cheminée de marbre de type Bardiglio à montants creux et avec ornementation au centre, pour la somme de 180 florins ». Entre 1772 et 1776, il dessina les plans de l’hôtel de ville de Weesp. En 1779, il se vit confier par la fondation Teyler la création de l’emblématique Salle ovale, – y compris l’ameublement de celle-ci et l’observatoire astronomique incorporé dans la toiture –, dont les travaux de construction débutèrent en 1784. Viervant s’inspira des œuvres des architectes François de Neufforge, Michel-Ange et Artus Quellinus, et se laissa guider par les règles en matière d’architecture et de décoration intérieure édictées par le critique d’art néo-classique italien Francesco Milizia, tandis que, d’autre part, le savoir-faire que lui avait communiqué sa parentèle lui vint à point nommé dans la conception des boiseries, armoires encastrées et vitrines, et aussi de l’étui en bois d’allure néo-classique destiné à envelopper la grosse machine électrostatique construite par Martin van Marum et installée dans la Salle ovale. Les 9 500 florins que Viervant se fit payer pour cette commande firent de lui probablement l’un des architectes les mieux rémunérés des Pays-Bas. Son oncle Husly façonna les décorations en stuc qui ornent le plafond. C’est à Viervant encore que les sociétaires de la fondation Teyler firent appel pour plusieurs autres de leurs projets, dont en particulier le Teylers Hofje (litt. courette ou patio, en réalité ensemble de maisonnettes alignées autour d'une cour intérieure et, en l'espèce, destinées à héberger des femmes âgées), tous situés à Haarlem.
En 1787, il conçut l’actuelle maison sise au n° 8 de la Kalverstraat à Amsterdam pour le compte de la Société patriotique (néerl. Vaderlandsche Sociëteit) ; si les travaux de construction durent cependant être interrompus par la suite en raison de l’abolition de ladite société, ce fait semble dénoter l’engagement de Viervant dans les cercles dits patriotiques, engagement qui lui vaudra plus tard, en 1798, la fonction de directeur du Directoire des Travaux publics municipaux (Directorium Stadswerken) d’Amsterdam ,.

## Notes et références

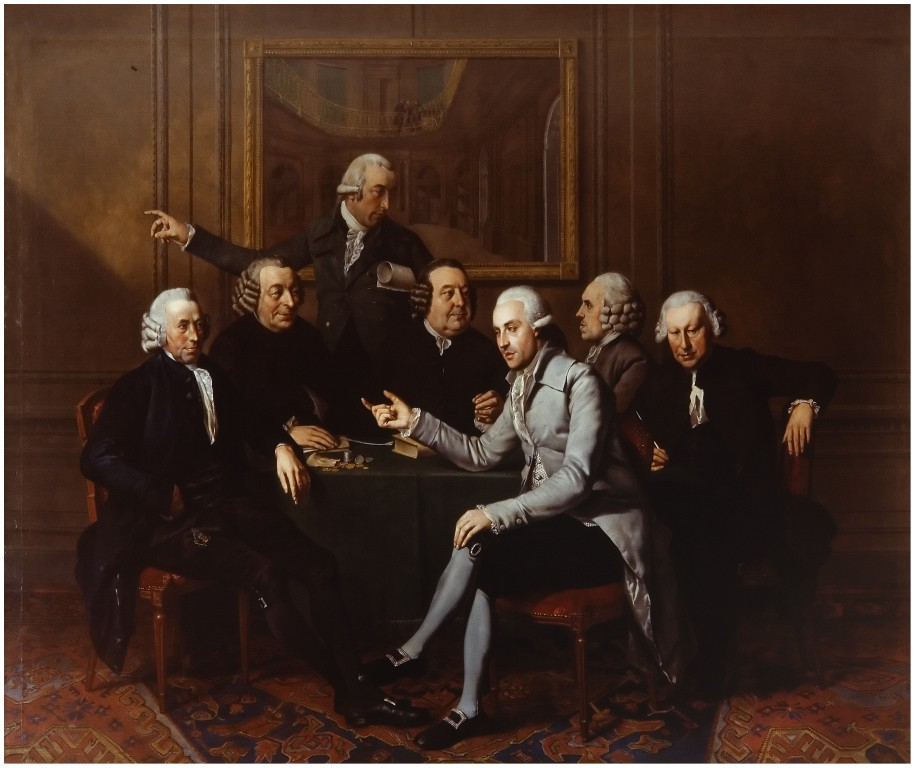
Portrait de groupe du comité directeur de la Fondation Teyler, par Wybrand Hendriks. L’homme qui se tient debout au second plan est Leendert Viervant.